# 대한민국의 미술시장
대한민국의 미술시장은 시장개방으로 인해 미술시장이 글로벌화 되면서 국제 상황에 민감하게 영향 받는 중에 국내에서 미술품이 거래되는 지역적 상황을 가리킨다. 미술시장은 작가로부터 직접 구매한 작품을 판매하는 1차 시장과 소유하고 있던 미술품을 다시 판매하는 2차 시장으로 구분할 수 있다. 1차 시장은 화랑이나 미술관 등이 판매자가 되고 2차 시장은 대부분 경매를 통해 거래가 이루어진다.

## 역사

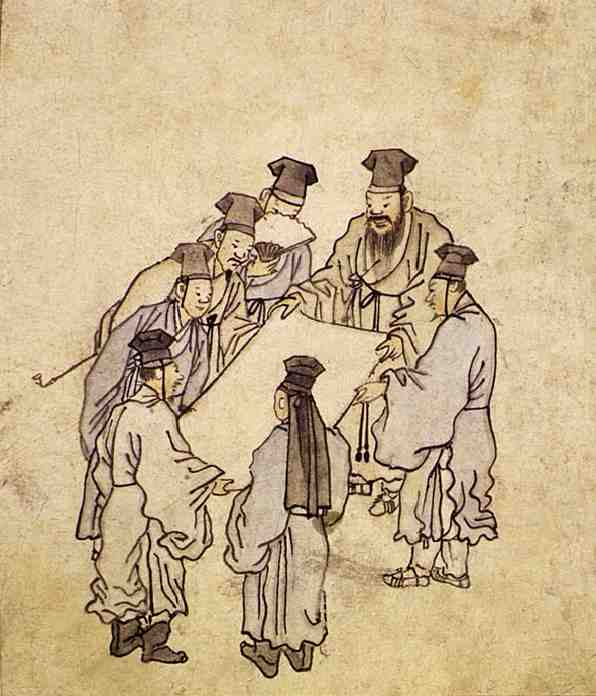
〈감상〉, 김홍도

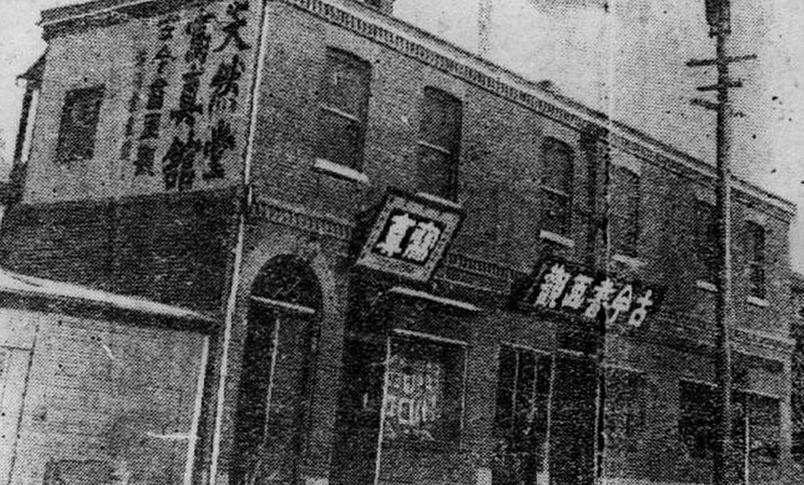
1913년 개장한 고금서화관

조선 후기에 양반과 중인층을 중심으로 미술품의 거래가 이루어지고 있었다. 조선 후기의 실학자 황윤석의 일기 《이재난고》에는 당시 이름난 화가였던 유덕장의 대폭 크기 설죽도를 6전에 구매하였고, 홍득원의 매화 그림 8첩을 1냥에 구매하라는 권유를 받았으나 돈이 없어 사지 못하였다고 기록하고 있다. 그가 천주교 성화로 추정되는 서양 그림을 본 것은 강원도에 있을 때로 전국적인 서화 유통망이 있었음을 짐작하게 한다. 그러나 조선 시대 중후반 까지도 서화 거래는 개인간에 이루어지거나 서적상을 통해 알음알음으로 이루어지는 정도였다. 이러던 사정이 변화한 것은 대동법의 시행으로 화폐가 본격 유통되기 시작한 이후였다. 고종 시기 출간된 《동국여지비고》에서는 서적포, 책사, 서화사와 같은 곳에서 그림 판매를 취급하였다고 기록하고 있다. 이들 서화 취급 점은 광통교 인근에 밀집하여 있었다. 광통교 인근의 서화 취급 상가는 오늘날 인사동 거리로 명맥을 유지하고 있다.
한국에 최초로 들어선 근대적인 화랑으로는 1913년 7월 개관한 고금서화관을 꼽는다. 1907년부터 천연사진관을 운영하고 있던 김규진은 서화와 표구의 수집 판매를 위해 사진관 내에 고금서화관을 세웠고 1914년에는 평양에 지점을 내고 조카 김영선에게 운영을 맡겼다. 고금서화관이 언제까지 운영되었는 지는 알 수 없으나 1920년 천연사진관이 폐업하였으므로 서화관 역시 그 즈음에 운영을 그만 두었을 것이다. 한편 광통교 일대의 서화 취급점은 일본인 자본이 우위를 점하는 가운데 계속되었다. 1920년대에서 1930년대 사이에 서울을 방문한 외국인들은 이곳에서 서화나 장식품 등을 구매하곤 하였다. 광통교 인근이 문화 상품 집약지가 된 데에는 이들의 후원자들이 가까운 거리에 살고 있었기 때문이기도 하다. 인근의 북촌이나 서촌에는 조선 후기부터 중인 계층인 기술직 관료들이 대거 거주하였고, 일제강점기에는 새로 부를 쌓은 신흥 부자들이 거주하였다. 당시 유명한 컬렉터로는 오세창(吳世昌), 유병필(劉秉珌), 이병직(李秉直), 와다이치로(和田一郞) 등의 이름들이 알려져 있다. 이들이 어떠한 경로로 서화와 문화 상품을 취득하였는 지는 명확치 않은 점이 많다.
1930년대에 이르러 근대적 의미의 전업 화가들이 대거 등장하였다. 그러나 미술품의 가격은 여전히 "주는대로 적당히"라는 인식이 강하였다. 김규진이 자식의 유학을 위해 판매한 자신의 작품에 윤단(潤單, 가격표)을 책정하자 미술계에서는 적지 않은 논란이 있었다. 전업 작가의 등장에는 서화교습소에서 시작된 화가 동인회가 배경이 되었다. 김규진 스스로가 해강서화교습소를 운영하였고, 수암서화관, 기성서화미술회 등의 다양한 교습소가 있었다. 1936년 창립된 후소회는 채색화가인 이당(以堂) 김은호의 제자들이 중심이 되어 결성한 회화 그룹으로 오늘날까지 활동이 지속되고 있다. 이들은 후소회전과 조선 미술전람회를 개최하여 자신들의 작품을 전시하였다. 한편 조선총독부 역시 문화 통치의 일환으로 조선미전을 개최하였는데 당시 유일의 관전(官展)이었다.
해방 이후 반도화랑, 현대화랑 등의 상설 화랑들이 운영되었다. 상설 화랑들은 한국화랑협회를 결성하고 1982년부터 《화랑미술제》를 운영중이다.
경매를 통한 2차 시장은 1998년 시작되었다.

## 시장 규모
(재)예술경영지원센터의 <2018 미술시장 실태조사>에 따르면, 2017년 국내 미술시장의 거래 작품수는 35,712점으로 작품거래금액은 494,243백만원에 달한다. 전년대비 24.7% 성장한 것이다. 지난 9년간 한국 미술시장의 거래 추이를 살펴보면 2007년 하락세 이후 계속 상승곡선을 그리며 빠르게 늘어 2018년 조사에 따르면 최고치를 기록하고 있다. 작품판매수는 경매회사가 화랑이나 아트페어보다 많으나 작품판매금액은 화랑이 가장 높으며, 아트페어는 그에 비해 작품판매수나 작품판매금액에 있어 화랑이나 경매회사보다 떨어진다. 2017년 기준 국내 화랑 수는 495개로 집계되며, 아트페어는 49개, 경매회사는 14개로 집계된다.

## 1차 시장

### 대한민국 화랑/갤러리
한국에는 관련 사단법인으로 한국화랑협회와 한국사립미술관협회가 있다.

### 대한민국 화랑제/아트페어
2016년까지 문화체육관광부에서 집계한 국내 아트페어 수는 47개에 달한다. 그동안 특정 아트페어에 대한 정부 지원의 쏠림현상에 대한 비판이 제기되어서 문화체육관광부는 (재)예술경영지원센터와 함께 국내 아트페어에 대한 평가체계를 도입하기로 결정했고, 2017년 각종 정부 지원을 받은 아트페어 10곳을 대상으로 시범평가를 시행했다. 2018년부터 아트페어 평가위원회를 두고 국내 아트페어를 본격적으로 평가하기로 했다. 또한 문체부는 아트페어 시범평가 결과와 정부 예산 지원, 정부미술은행 작품 구입, 문체부 후원명칭 사용 승인, 아트페어 개선 방안 마련을 위한 연구 지원 등 다양한 지원책도 연계해 나갈 계획임을 밝혔다. 2016년까지 밝혀진 47개의 국내 아트페어 중 서울에서 개최되는 것은 22개, 경기도 6개, 강원도 2개, 충청도 2개, 경상도 10개, 전라도 3개, 제주도 2개로, 전국에 고루 분포되어 있다.

### 대한민국 아트딜러
단순한 매매가 아니라 컬렉터의 기호에 맞는 작품 탐색과 컨설팅을 포괄하는 중개업자 역할을 하는 사람으로, 한국에서는 자본 투자가 보장되는 개인이나 기업의 의뢰를 받아 컨설팅하는 경우가 많다. 상업 갤러리 대표나 소속 직원들도 아트 딜러로 활약하고 있다.

## 2차 시장

### 대한민국 경매사/옥션
현재 우리나라의 미술작품 경매사 중 대표적인 곳은 서울옥션과 K옥션이다. 그 외로 아트데이옥션, 마이아트옥션, 아이옥션, 에이옥션, 칸옥션, 꼬모옥션, 토탈아트옥션 등이 있다.
화랑과 옥션의 겸업은 전 세계적으로 한국에만 있는 독특한 형태인데, 화랑들 사이에서는 “옥션을 통해 가족 화랑 전속 작가들의 작품 가격을 띄운다”는 비판이 제기되어 왔다. 현재 가나아트센터와 서울옥션이 가족 기업 형태로 겸업하고 있고, 현대화랑과 K옥션도 겸업의 경우이다.

## 기타 미술계 행사

### 대한민국 비엔날레
우리나라에서도 1995년 지방자치제가 도입되면서 지역을 차별화할 수 있는 행사가 무엇인지 고민하는 과정에서 비엔날레가 등장했다. 그 첫 시작을 연 것이 광주비엔날레로, 한국형 비엔날레의 모델이 되었다. 2018년 대한민국의 비엔날레는 16개 이상으로 집계되고 있고, 지역별로 보면 서울, 광주, 부산, 대전, 대구, 공주, 청주, 창원, 목포, 강릉, 경기, 제주 등 국토 전역에 고루 분포하고 있다. 비엔날레가 지자체를 홍보하는 데 큰 역할을 하고, 비엔날레를 개최하면 국제적인 문화도시의 위상을 얻게 된다는 인식이 있어 대부분의 지자체에서 재정적·행정적으로 지원해주고 있는 탓이다. 하지만 그 과정에서 비엔날레가 지방자치단체의 홍보수단으로 변질됐다는 비판이 강하게 제기되기도 하고, 일부 비엔날레의 경우 예산에 비해 전시 수준이 낮고 행사 운영이 미숙하다는 지적도 있다. 2년마다 열리는 국제미술제인 비엔날레가 인구대비 백화만발의 현상을 보이는 나라로 우리나라는 세계 유일이다. 혹자는 민주주의와 지방 분권이라는 명분 위에 등장한 지방자치단체의 장들이 지역 주민들의 관심을 끌기 위해 축제와 미술제 따위의 대형 문화행사가 필요해서 추진하는 데 바빠 그렇게 되었다고 말한다.이른바 예술과 권력 사이의 역학적인 관계를 선거에 끌어들여 군중의 의식을 집결시키고 연대감을 높이는데 비엔날레를 도구로 사용했다는 것이다. 미술사학자 심상용은 현재 외국에서는 비엔날레가 국제화 시대에 발맞춰 생겨난 올드 패러다임이자 돈과 권력의 헤게모니 싸움이라는 인식이 확대되면서 비엔날레를 축소하는 추세인데 우리나라는 뒤늦게 너무 많은 비엔날레를 개최하고 있다고 비평한다.

### 대한민국 공공미술관
미술관은 소장품 중심의 사업으로 지역의 미술문화를 향상시키는데 중점을 둔다. 관련법에 의해 그 기능을 규정받고 있는데, 우리나라 ‘박물관 및 미술관 진흥법’은 미술관을 “미술에 관한 자료를 수집·관리·보존·조사·연구·전시·교육하는 시설”로 정의하고 있다. 나아가 동법은 미술관이 수행해야 할 사업은 미술관 자료를 둘러싼 7개의 사업뿐만 아니라 답사, 복제 간행물 제작과 배포, 특수 프로그램과 정보의 교환, 학예사 교류, 그리고 평생교육 등으로 명시하고 있다.

## 국내 미술시장의 특징
이제 한국도 옥션에서 기록적인 가격을 경신했다는 이유만으로 작가의 이름이 일간지 1면을 장식하는 시대에 접어들었다. 하지만 한국 미술은 전 세계 미술시장 안에서 보면 여전히 `마이너리그`다. 무엇보다 거래 규모가 너무 작고 해외 시장에서 거래되는 작가군도 많지 않다. 국내총생산(GDP) 대비 한국 미술시장의 규모는 0.02%에 불과하다. 선진국의 GDP 대비 미술시장 규모가 평균 0.1%(영국 0.5%, 미국 0.2%, 중국 0.1%)임을 감안할 때, 20%에 지나지 않은 규모다. 세계 미술시장에서 평가받는 작가도 많지 않다. 세계적으로 인정받은 한국 작가는 손에 꼽히며, 이들마저도 거래 규모가 크지 않다.
미술시장이 큰 나라는 미술관, 갤러리, 컬렉터가 훨씬 더 활발하게 상호작용하는 구조를 보이지만 한국의 미술관은 상당히 제한된 예산으로 운영해야 하기 때문에 금전적인 제한이 많고 그 때문에 개인 컬렉터나 사기업이 시장을 주도하게 되어서 결과적으로 예술적 가치보다 투자가치와 미래 가치를 따지는 구매 수요가 많아질 수 밖에 없는 구조다. 한국은 아직까지 미술품 거래에 대한 부가세가 없다. 전 세계적으로도 미술품 거래에 부가세가 붙지 않는 나라는 한국과 홍콩을 제외하면 거의 없다. 혹자는 이 점을 잘 홍보하면 전 세계 컬렉터들을 국내로 그러모을 수 있는 좋은 조건이 될 수 있다고도 말한다.

### 보고서
문화체육관광부와 (재)예술경영지원센터는 미술시장의 활성화와 이에 대한 기초 자료를 제공하기 위해 2009년부터 <미술시장 실태 조사>를 발간하고 있다. 이 조사는 매해 한국 미술시장의 규모와 구조를 중점적으로 조사, 분석한 자료로 , 미술품 주요 유통 경로인 갤러리와 경매사, 아트페어를 중심으로 하는 본조사와 국공립 및 사립미술관, 미술은행 등 미술품 유통에 직간접적으로 영향을 주는 기관을 대상으로 하는 부가조사를 바탕으로 구체적인 수치를 제공한다.
세계 미술시장을 분석하는 대표적인 보고서로는 <아트마켓>과 <동시대미술시장리포트>가 있다. <아트마켓>은 아트바젤과 UBS가 2017년 3월부터 더블린 소재 리서치 컨설팅 그룹인 '아트 이코노믹스'와 손잡고 고미술부터 동시대미술을 모두 아우르고, 경매를 포함하여 갤러리와 딜러, 아트페어, 온라인 데이터베이스의 거래결과를 분석의 근거로 삼아 발표한다. <동시대미술시장리포트>는 미술시장 정보를 제공하는 웹사이트인 아프트라이스닷컴이 분석해서 발표하는 자료로, 1945년 이후 출생한 작가의 회화, 조각, 사진, 판화, 비디오 작업 경매 경과만을 대상과 근거로 삼으며, 전 해 하반기부터 당해 상반기까지의 거래를 조사한다.

### 비평
프랑스의 사회학자 피에르 브루디외는 예술가를 중심으로 비평가, 갤러리, 딜러, 컬렉터, 큐레이터 등을 통해 예술의 '신성화'가 조성되고 유지되고 있다고 비평했다. 그로 인해 시대적 비운처럼 의도치 않게 전시와 비평에 있어 불이익을 당하는 예술가들이 생기고, 비평가와 예술가들 중에는 미술시장의 흐름에 맞서는 사람들이 나오기도 하지만, 어느 정도 시간이 지나면 또 비평과 현장과 시장은 하나의 덩어리처럼 다시 서로 얽힌다.
미술사학자 심상용에 의하면, 현재 미술계에서는 젊은 작가들이 시장에 팔려고 꽃과 과일을 그린 그림이나 고즈넉한 풍경화같은, 거의 버려지다시피 했던 장르들에 손을 대기 시작했고, 치열한 전위성이나 탐색, 실험 따위의 용어들이 기묘하게도 농담처럼 들리기 시작했으며, 시장의 중심부는 '블루칩'이나 '아트홀릭' 같은 용어를 주고 받으면서 술렁거리고 있다. 물론 고호가 동생 테오에게 "너도 알다시피 요점은 내가 작업할 수 있는 가능성이 내 그림들의 판매 여부에 달려 있다는 것이야"라고 고백했던 것처럼, 예술가도 먹고 살아야 하는 생활인이기에 늘 시장을 갈망해왔다. 하지만 오늘날엔 시장이 더 맹렬하게 예술과 예술가를 갈망하고 있어서, 그 결과 시장적 동기와 전략 및 수번으로 재무장한 예술들이 난무하고 있다. 에술적 가치를 묻는 대신 센세이셔널리즘과 미디어 플레이, 급조된 유명세를 통한 흥행몰이가 전지구화된 시장 메커니즘에 광범위하게 퍼져 있다. 이제 예술은 돈을 따를 뿐이며, 그 말은 예술이 아무것도 추구하지 않는다는 말과 같다. 이제 미술은 '시장미술'로 전락하고 말았다. 예술품이 거래되는 것이 아니라, 거래가 예술품을 호출하고 있는 것이다. 학술세미나나 비평 담론 같은 지적 기제들조차 소위 '돈 되는 작가군'으로만 관심을 제한한지 오래고, 판매율이나 판매이익 실현율 등의 개념이 작가의식이라든지, 성찰, 심미성 같은 고전적 개념들을 밀어내며 작가의 창작을 조정하고 통제하는 데 관여하고 있다. 전지구적 신자유주의 시장 시스템이 예술의 뇌관에까지 침입해 본질을 왜곡시키는 바람에 창작은 상품 생산이 되고, 미적 가치는 교환 가치로 대체되며, 가치 생성의 장이 수익 창출의 논리로 오염되고 있다. 만일 미술시장과 다른 시장의 작동 사이에 어떤 차이도 존재하지 않는다면, 이 시대 예술의 진실과 정체를 우리는 되풀이해서 물을 수 밖에 없다.
심상용은 계속해서 국제 아트페어로 이루어진 거대한 미술시장 이해관계자들의 네트워크는 국경을 넘나들면서 각 지역의 구매욕구를 표준화하고, 블랙홀처럼 지역들의 구매력을 빨아들인다고 비판한다. 이러한 글로벌 시장 기제가 성공적일수록 중소 규모의 구매력에 기반을 둔 지역의 시장체계는 심각한 도전에 직면할 수 밖에 없다. 이전에는 지역 국가의 화랑들은 주로 해당 지역의 공공미술관과 연계해 활동했다. 공공미술관이 미적 가치 판단과 관련된 담론 생산의 유력한 출처였기 때문이다. 하지만 지역 기반의 공공미술관에서 글로벌 미술시장으로 지평이 이동했고, 미의 관점 뿐 아니라 창작 방향 및 전망도 이동하게 되었다. 이제 화랑들은 아트페어에서 판매될 확률이 높은 것들을 지역에서 확보하려고 노력하고 그것이 지역 작가들의 생존 신호로 접수되어 '아트페어형 아트'를 탄생시킨다. 아트페어형 아트로의 집중은 규모가 어중간한 지역 시장들을 게토화하는 것 외에 글러벌 미술시장 전체를 미적 전체주의라는 끔찍한 귀결로 치닫게 만든다. 때론 손해를 감수하면서까지 지역 화랑들이 런던, 뉴욕, 바젤 등 다양한 도시에서 열리는 아트페어들에 참여하는 횟수를 늘리는 것은 자기네 지역의 남은 구매자 층의 신뢰 확보를 위해서라도 갈수록 불가피한 조치가 되고 있다. 고비용으로 참가했는데 단기 행사 기간 중에 효과를 못 보면 안 되기 때문에, 아트페어에 참여하는 화랑은 시행착오를 용납할 수 없기 때문에 '초점화 현상'이 날로 강화된다. 이로 인해 눈치 보기와 유행에의 편승, 미적 안목의 타자화와 모험심의 파국적인 결핍이 야기된다.
그러면서 심상용은 한국 같은 규모의 시장은 적극적인 글로벌화의 의지에도 불구하고, 아니 더 정확하게 말하면 바로 그 충천한 의지에 의해, 자국 시장의 자율적 기반을 오히려 스스로 허무는 쪽으로 이행하고 있다며 개탄한다. '한국 작가들의 경쟁력을 재고한다'는, 전문가들이 입에 달고 다니는 명제의 출처가 시장이라는 것을 공공미술관 뿐 아니라 심지어 대학조차 문제삼지 않고 있다. 그 결과 '글로벌 마켓의 취향에 부합하는 경향의 것들이 미적으로 가치있는 것들로 정의되고, 당대 정신과 지성의 지표로 자리매김되는 피폐한 상황에 대한 이의 제기는 없다. 도리어 미술사가들을 비롯한 전문가들이 '글로벌 시장경쟁력'이 금과옥조로 포장한 결과물들을 오히려 정당화하는 데 기여함으로써 사태에 더욱 속도를 붙이고 있을 뿐이다.

## 유관 법령

### 미술품 양도차익 과세 제도
1990년 정부는 미술품 양도세를 법제화했지만 미술시장을 위축시킨다는 이유로 반발이 심해 23년 간 적용을 미루다가 2013년 1월 1일부터 소득세법에 따라 개인의 미술품 양도차익에 소득세를 부과하기 시작했다.
미국, 영국, 프랑스, 독일 등 선진국에서는 일찍부터 미술품 양도소득세가 시행되어 작품 거래에 의한 매매차익에 대해 보유연한에 따라 차등한 세율을 매기며 세금을 징수해왔다. 반면 싱가포르, 홍콩, 뉴질랜드 등은 양도세를 부과하지 않고 있고, 선진국 중에도 스위스 등의 국가 또한 양도세를 시행하고 있지 않다.
긍정적 효과로는 첫째, 미술품 거래의 투명성 확보, 둘째, 일반국민이 가지는 고가미술품거래 비과세에 대한 부정적 인식을 개선, 셋째, 미술품이 비자금조성·상속·증여·뇌물 등 탈세 수단으로 쓰이는 폐단을 개선, 넷째, 생존 작가의 유통시장의 확대 및 거래내역의 공개로 인한 위작문제의 감소를 든다.
부정적 효과로는 첫째, 공개시장의 위축과 음성거래의 증가, 둘째, 개인의 미술품거래 위축, 셋째, 대형화랑의 운영여건 악화로 인한 전시회 축소, 넷째, 작품 소장처들이 작품을 은폐할 우려, 다섯째, 문화산업 및 관련 콘텐츠산업의 대외경쟁력 상실 및 해외작품의 구입 증가 등이 이야기 된다.

### 미술품의 유통 및 감정에 관한 법률
2017년 12월 26일 국무회의에서 「미술품의 유통 및 감정에 관한 법률」 제정안이 의결됐다.

지금까지는 세무서에 개인사업자 신고만 하면 되었지만, 앞으로 경매업은 허가제로, 화랑업과 감정업은 등록제로 시행된다. 기타 판매업은 신고만 하면 된다. 미술품을 유통시키는 경우에는 계약서와 미술품 보증서를 작성하여 구매자에게 발급하도록 하며, 자신이 유통시킨 미술품에 대해서는 그 내역을 관리해야 한다. 그 중 경매업자는 낙찰가와 경락대금을 보고하고 공시해야 하며, 자사경매 등에는 참여할 수 없으며, 이해관계자의 경매에 대해서는 사전에 공지할 의무가 있다. 감정업자는 표준감정서를 사용해야 하고, 이해관계자의 미술품에 대한 감정을 시행할 수 없으며, 허위감정서를 발급할 시 처벌을 받는다. 위작 제작 목적으로 보관 및 소지한 자는 3년 이하 징역 및 3천만원 이하 벌금에 처하며, 위작을 제작하거나 유통한 사람은 5년 이하의 징역과 5천만원 이하의 벌금을 받는다.
2016년 처음 법령 제안 당시부터 줄곧 쟁점이어왔던 화랑과 경매회사의 겸업 금지, 거래명세 신고제, 감정사 자격제도는 이번 법안에서 빠졌다. 위 법률은 2020년 시행될 예정이다.

### 미술분야 표준계약서 고시
판매대금 미지급, 위탁판매 사기, 전시제작비 또는 저작권 소송 등이 발생해도 계약서를 통한 증빙이 곤란해 분쟁 해결이 어려운 경우가 많아서 문화체육관광부에서 미술 분야 표준계약서 11종을 마련하고 2019년 3월 12일 고시로 제정하여 시행된다.

미술 분야 표준계약서는 ① 작가와 화랑 간의 전시 및 판매위탁 계약서, ② 작가와 화랑 간의 전속계약서, ③ 작가와 화랑 등 간의 판매위탁 계약서, ④ 소장자와 화랑 등 간의 판매위탁 계약서, ⑤ 매수인과 화랑 등 간의 매매계약서, ⑥ 매수인과 작가 등 간의 매매계약서, ⑦ 작가와 미술관 등 간의 전시계약서, ⑧ 독립 전시기획자와 미술관 등 간의 전시기획계약서, ⑨ 대관계약서, ⑩ 작가와 모델 간의 모델계약서, ⑪ 건축물 미술작품 제작계약서 등으로 이루어져 있다.